# Sebastián Guerrini
Sebastián Guerrini (nacido como Sebastián Guerrini Giglio, el 8 de julio de 1965 en La Plata, Argentina) Diseñador gráfico argentino y Doctor en Comunicación y Estudios de la imagen (Kent University, UK). Es conocido por crear la marca gráfica de CONICET, el Escudo Nacional Argentino en uso desde 2001, la estrategia de marca del Movimiento Mundial de Cooperativas y por haber diseñado marcas en 28 países. Estudió extensivamente la problemática de la identidad de las naciones habiendo publicado artículos en ICOGRADA y AIGA y medios especializados en todo el globo. 

## Reseña biográfica
Se recibió de Doctor de la Universidad de Kent sobre Comunicación y Estudios de la Imagen en Inglaterra. Previamente se recibió de Diseñador de Comunicación Visual en la Universidad de La Plata, Argentina. Es autor del libro "Los Poderes del Diseño".

## Distinciones
- Distinción por la carrera profesional por la Universidad de La Plata (2013)